# Старр, Джошуа
Джошуа Старр (1907—1949) — американский византинист, автор работ по истории евреев в Византийской империи.

## Биография
Джошуа Старр родился в Бруклине в 1907 году. Его отец умер, когда Джошуа было всего 9 месяцев и его матери пришлось отдать сына на воспитание родственникам. До 12 лет Джошуа не имел постоянного дома, однако по собственной инициативе начал посещать еврейскую школу. Затем его мать вышла замуж повторно, но отношения будущего историка с отчимом не сложились.
В 15 лет он окончил бруклинскую Boys High School и в 1922 году поступил в Teachers Institute Американской еврейской богословской семинарии. В годы учёбы Старр чрезвычайно страдал от бедности и был вынужден взять академический отпуск на 1924—1925 учебный год, чтобы зарабатывать преподаванием в Огайо.
В 1925 году он вернулся к учёбе в институте, одновременно обучаясь на младшем курсе Нью-Йоркского университета. Там он получил известность как главный редактор студенческой газеты «Haeshnav».
В 1927 году он завершил обучение в Teachers Institute и занял место учителя воскресной школы в Чикаго. Работая там, он получил степень бакалавра философии Чикагском университете и затем ещё год проучился в образовательной школе этого учебного заведения. Продолжая своё образование, Старр получил степень на факультете политических наук Колумбийского университета, куда в 1930 году пришёл работать профессор Сало Барон. Благодаря Барону, считающемуся крупнейшим еврейским историком XX века, Старр обратился к теме византийской еврейской истории. Все эти годы Старра продолжали преследовать экономические затруднения.
В 1933 году он получил стипендию Американской школы восточных исследований в Иерусалиме и получил возможность участвовать в раскопках близ Иерихона в 1933—1935, что, по словам Старра, стало счастливым периодом в его жизни. По возвращении в Соединённые штаты, Старр сосредотачивается на продолжении исследований и написании диссертации, работая при этом полный день на исследовательской должности в Американском еврейском конгрессе. Эта работа дала ему возможность участвовать в деятельности еврейских сообществ в годы становления нацизма и привела к появлению ряда работ по современной еврейской истории. Поддерживая идею создания еврейского государства, Старр придерживался антисионистских взглядов, благодаря чему оказался в интеллектуальной и идеологической изоляции.
Одновременно с историческими работами, Старр проявлял интерес к критике текста Нового завета и вместе с Б. Нельсоном опубликовал работу об образе Шейлока. Также он занимался проблемами демографии и после Второй мировой войны исследовал последствия Холокоста. Длительное время Старр работал редактором в журнале Jewish Social Studies.

## Основные труды
- Starr J. The Jews in the Byzantine empire 641-1204. — 1939. — 266 p.
- Starr J. Jewish Life in Crete Under the Rule of Venice // Proceedings of the American Academy for Jewish Research. — 1942. — Т. 12. — С. 59-114. — JSTOR 3622097.
- Starr J. Romania: The Jewries of the Levant after the Fourth Crusade. — 1949. — 123 p.